# آغچه گنبد
آغچه گنبد، روستایی از توابع بخش کرانی شهرستان بیجار در استان کردستان ایران است.

## جمعیت
این روستا در دهستان گرگین قرار دارد و براساس سرشماری مرکز آمار ایران در سال ۱۳۸۵، جمعیت آن ۱۵۷ نفر (۳۱خانوار) بوده‌است.